# Urszula Sokólska
Urszula Sokólska – polska językoznawczyni, dr hab. nauk humanistycznych, profesor Kolegium Językoznawstwa Wydziału Filologicznego Uniwersytetu w Białymstoku.

## Życiorys
2 października 1990 obroniła pracę doktorską Siedemnastowieczna polszczyzna Kresów północno-wschodnich, 28 marca 2006 habilitowała się na podstawie pracy zatytułowanej Leksykalno-stylistyczne cechy prozy Melchiora Wańkowicza (na materiale reportaży z lat 1961-1974). 5 lutego 2019 uzyskała tytuł profesora nauk humanistycznych. Została zatrudniona na stanowisku profesora nadzwyczajnego i dyrektora w Instytucie Filologii Polskiej na Wydziale Filologicznym Uniwersytetu w Białymstoku.
Jest profesorem w Kolegium Językoznawstwa na Wydziale Filologicznym Uniwersytetu w Białymstoku, oraz członkiem Rady Dyscypliny Naukowej - Językoznawstwa  Uniwersytetu w Białymstoku.

## Odznaczenia
- Srebrny Krzyż Zasługi (2018)[4]